# Ron Springett
Ron Springett, all'anagrafe Ronald Deryk George Springett (Fulham, 22 luglio 1935 – Kingston upon Thames, 12 settembre 2015), è stato un calciatore inglese, di ruolo portiere.

## Carriera

### Club
Portiere, inizia la sua carriera nel Queens Park Rangers prima di andare allo Sheffield Wednesday per £10,000. Disputa 384 partite con questa maglia e torna al QPR nel 1967 dove resta fino a fine carriera.

### Nazionale
Ha debuttato in nazionale nel 1959 contro l'Irlanda del Nord ed è stato il portiere titolare al campionato del mondo 1962 in Cile, dove sono stati raggiunti i quarti di finale.
Nel campionato del mondo 1966 parte come riserva e vince il mondiale senza scendere mai in campo. Nello stesso anno conclude, dopo 33 partite giocate, la sua esperienza con la maglia della nazionale.

## Statistiche

### Cronologia presenze e reti in nazionale
| Cronologia completa delle presenze e delle reti in nazionale ― Inghilterra | Cronologia completa delle presenze e delle reti in nazionale ― Inghilterra | Cronologia completa delle presenze e delle reti in nazionale ― Inghilterra | Cronologia completa delle presenze e delle reti in nazionale ― Inghilterra | Cronologia completa delle presenze e delle reti in nazionale ― Inghilterra | Cronologia completa delle presenze e delle reti in nazionale ― Inghilterra | Cronologia completa delle presenze e delle reti in nazionale ― Inghilterra | Cronologia completa delle presenze e delle reti in nazionale ― Inghilterra |
| Data                                                                       | Città                                                                      | In casa                                                                    | Risultato                                                                  | Ospiti                                                                     | Competizione                                                               | Reti                                                                       | Note                                                                       |
| -------------------------------------------------------------------------- | -------------------------------------------------------------------------- | -------------------------------------------------------------------------- | -------------------------------------------------------------------------- | -------------------------------------------------------------------------- | -------------------------------------------------------------------------- | -------------------------------------------------------------------------- | -------------------------------------------------------------------------- |
| 18-11-1959                                                                 | Londra                                                                     | Inghilterra                                                                | 2 – 1                                                                      | Irlanda del Nord                                                           | Torneo Interbritannico 1959                                                | -1                                                                         |                                                                            |
| 9-4-1960                                                                   | Glasgow                                                                    | Scozia                                                                     | 1 – 1                                                                      | Inghilterra                                                                | Torneo Interbritannico 1959                                                | -1                                                                         |                                                                            |
| 11-5-1960                                                                  | Londra                                                                     | Inghilterra                                                                | 3 – 3                                                                      | Jugoslavia                                                                 | Amichevole                                                                 | -3                                                                         |                                                                            |
| 15-5-1960                                                                  | Madrid                                                                     | Spagna                                                                     | 3 – 0                                                                      | Inghilterra                                                                | Amichevole                                                                 | -3                                                                         |                                                                            |
| 22-5-1960                                                                  | Budapest                                                                   | Ungheria                                                                   | 2 – 0                                                                      | Inghilterra                                                                | Amichevole                                                                 | -2                                                                         |                                                                            |
| 8-10-1960                                                                  | Belfast                                                                    | Irlanda del Nord                                                           | 2 – 5                                                                      | Inghilterra                                                                | Torneo Interbritannico 1960                                                | -2                                                                         |                                                                            |
| 19-10-1960                                                                 | Lussemburgo                                                                | Lussemburgo                                                                | 0 – 9                                                                      | Inghilterra                                                                | Qual. Mondiali 1962                                                        | -                                                                          |                                                                            |
| 26-10-1960                                                                 | Londra                                                                     | Inghilterra                                                                | 4 – 2                                                                      | Spagna                                                                     | Amichevole                                                                 | -2                                                                         |                                                                            |
| 15-4-1961                                                                  | Londra                                                                     | Inghilterra                                                                | 9 – 3                                                                      | Scozia                                                                     | Torneo Interbritannico 1960                                                | -3                                                                         |                                                                            |
| 10-5-1961                                                                  | Londra                                                                     | Inghilterra                                                                | 8 – 0                                                                      | Messico                                                                    | Amichevole                                                                 | -                                                                          |                                                                            |
| 21-5-1961                                                                  | Oeiras                                                                     | Portogallo                                                                 | 1 – 1                                                                      | Inghilterra                                                                | Qual. Mondiali 1962                                                        | -1                                                                         |                                                                            |
| 24-5-1961                                                                  | Roma                                                                       | Italia                                                                     | 2 – 3                                                                      | Inghilterra                                                                | Amichevole                                                                 | -2                                                                         |                                                                            |
| 27-5-1961                                                                  | Vienna                                                                     | Austria                                                                    | 3 – 1                                                                      | Inghilterra                                                                | Amichevole                                                                 | -3                                                                         |                                                                            |
| 28-9-1961                                                                  | Londra                                                                     | Inghilterra                                                                | 4 – 1                                                                      | Lussemburgo                                                                | Qual. Mondiali 1962                                                        | -1                                                                         |                                                                            |
| 14-10-1961                                                                 | Cardiff                                                                    | Galles                                                                     | 1 – 1                                                                      | Inghilterra                                                                | Torneo Interbritannico 1961                                                | -1                                                                         |                                                                            |
| 25-10-1961                                                                 | Londra                                                                     | Inghilterra                                                                | 2 – 0                                                                      | Portogallo                                                                 | Qual. Mondiali 1962                                                        | -                                                                          |                                                                            |
| 22-11-1961                                                                 | Londra                                                                     | Inghilterra                                                                | 1 – 1                                                                      | Irlanda del Nord                                                           | Torneo Interbritannico 1961                                                | -1                                                                         |                                                                            |
| 4-4-1962                                                                   | Londra                                                                     | Inghilterra                                                                | 3 – 1                                                                      | Austria                                                                    | Amichevole                                                                 | -1                                                                         |                                                                            |
| 14-4-1962                                                                  | Glasgow                                                                    | Scozia                                                                     | 2 – 0                                                                      | Inghilterra                                                                | Torneo Interbritannico 1961                                                | -2                                                                         |                                                                            |
| 9-5-1962                                                                   | Londra                                                                     | Inghilterra                                                                | 3 – 1                                                                      | Svizzera                                                                   | Amichevole                                                                 | -1                                                                         |                                                                            |
| 20-5-1962                                                                  | Lima                                                                       | Perù                                                                       | 0 – 4                                                                      | Inghilterra                                                                | Amichevole                                                                 | -                                                                          |                                                                            |
| 31-5-1962                                                                  | Rancagua                                                                   | Inghilterra                                                                | 1 – 2                                                                      | Ungheria                                                                   | Mondiali 1962 - 1º turno                                                   | -2                                                                         |                                                                            |
| 2-6-1962                                                                   | Rancagua                                                                   | Argentina                                                                  | 1 – 3                                                                      | Inghilterra                                                                | Mondiali 1962 - 1º turno                                                   | -1                                                                         |                                                                            |
| 7-6-1962                                                                   | Rancagua                                                                   | Bulgaria                                                                   | 0 – 0                                                                      | Inghilterra                                                                | Mondiali 1962 - 1º turno                                                   | -                                                                          |                                                                            |
| 10-6-1962                                                                  | Viña del Mar                                                               | Brasile                                                                    | 3 – 1                                                                      | Inghilterra                                                                | Mondiali 1962 - Quarti di finale                                           | -3                                                                         |                                                                            |
| 3-10-1962                                                                  | Sheffield                                                                  | Inghilterra                                                                | 1 – 1                                                                      | Francia                                                                    | Qual. Euro 1964                                                            | -1                                                                         |                                                                            |
| 20-10-1962                                                                 | Belfast                                                                    | Irlanda del Nord                                                           | 1 – 3                                                                      | Inghilterra                                                                | Torneo Interbritannico 1962                                                | -1                                                                         |                                                                            |
| 21-11-1962                                                                 | Londra                                                                     | Inghilterra                                                                | 4 – 0                                                                      | Galles                                                                     | Torneo Interbritannico 1962                                                | -                                                                          |                                                                            |
| 27-2-1963                                                                  | Parigi                                                                     | Francia                                                                    | 5 – 2                                                                      | Inghilterra                                                                | Qual. Euro 1964                                                            | -5                                                                         |                                                                            |
| 5-6-1963                                                                   | Basilea                                                                    | Svizzera                                                                   | 1 – 8                                                                      | Inghilterra                                                                | Amichevole                                                                 | -1                                                                         |                                                                            |
| 2-10-1965                                                                  | Cardiff                                                                    | Galles                                                                     | 0 – 0                                                                      | Inghilterra                                                                | Torneo Interbritannico 1965                                                | -                                                                          |                                                                            |
| 20-10-1965                                                                 | Londra                                                                     | Inghilterra                                                                | 2 – 3                                                                      | Austria                                                                    | Amichevole                                                                 | -3                                                                         |                                                                            |
| 29-6-1966                                                                  | Oslo                                                                       | Norvegia                                                                   | 1 – 6                                                                      | Inghilterra                                                                | Amichevole                                                                 | -1                                                                         |                                                                            |
| Totale                                                                     |                                                                            | Presenze                                                                   | 33                                                                         |                                                                            | Reti                                                                       | -48                                                                        |                                                                            |

## Palmarès

### Club

#### Competizioni nazionali
- Campionato inglese di seconda divisione: 1

Sheffield Wednesday: 1958-1959

### Nazionale
- Campionato mondiale: 1

Inghilterra 1966